# Ein starkes Team: Zahn um Zahn
Zahn um Zahn ist ein deutscher Fernsehfilm von Maris Pfeiffer aus dem Jahr 2006. Es handelt sich um die 34. Folge der Krimiserie Ein starkes Team mit Maja Maranow und Florian Martens in den Hauptrollen.

## Handlung
Auf einem Zahnarztkongress wird der Dentalvertreter André Konitz ermordet. Kriminalhauptkommissarin Verena Berthold und Kollege Otto Garber übernehmen den Fall und sind zunächst auf Motivsuche. Die Befragung der Tagungsteilnehmer ergibt sehr schnell, dass Konitz kein Kostverächter war und jede Menge Liebschaften hatte – auch mit verheirateten Damen. In seiner Wohnung finden die Ermittler eine Sammlung von DVDs, die Konitz von seinen intimen Aktivitäten mit den verschiedensten Frauen angelegt hat. Für die Ermittler erscheint Tagungsteilnehmerin Frau Professor Marie Rosnicek das größte Tatmotiv zu haben, denn Konitz versuchte, sie zu erpressen, da es in seiner Sammlung auch eine DVD mit delikaten Aufnahmen ihrer Tochter gibt. Als die Kommissare sie darauf ansprechen, gibt die resolute Frau zwar zu, mit dem Opfer einen Disput gehabt zu haben, aber deswegen würde sie ihn nicht umbringen. Sie habe ihre eigenen Methoden, mit derartigen Leuten fertig zu werden. So wird Tagungsveranstalter Henry von Haase, der ein Dentallabor besitzt und der bei dem Opfer massive Schulden hatte, zum Hauptverdächtigen der Ermittler. Als es eine Zeugin gibt, die von Haase zur Tatzeit aus dem Zimmer des Opfers kommen sah, wird er festgenommen. Er geht freiwillig mit und gibt die Tat zu. Er habe sich keinen anderen Rat gewusst, um seine Firma zu retten, die er vor kurzem Konitz als Sicherheit überschreiben musste.

## Hintergrund
Zahn um Zahn wurde in Berlin gedreht und am 23. September 2006 um 20:15 Uhr im ZDF erstausgestrahlt.
Sputnik, dessen Rolle als Geschäftsmann in der Serie als ein Running Gag angelegt ist, arbeitet in dieser Folge als freiberuflicher Fremdenführer.

## Kritik
Die Kritiker der Fernsehzeitschrift TV Spielfilm vergeben die beste Wertung (Daumen nach oben) und meinen anerkennend: „Im Team menschelt’s, und das dentale Umfeld bietet Gag-Stoff.“ Fazit: „Solide Spannung mit launigen Gags.“